# 地理或然论
地理或然论（Possibilism），是一个文化地理学的理论，旨在解释环境设置具有一定的约束型和局限性，且受到社会条件所决定。在文化生态学中，马歇尔·萨林斯使用这一概念，发展取代此前主导該研究領域的环境决定论的方法论。西元前64年，斯特拉博主张人类可以通过自身智能改变事物发展。他告诫并反对一类人类居住的自然环境决定了人类本性及行为的假设。他声称，在人类与环境合作中，人类是积极的因素。

## 內容
“地理或然论”又称为“人地相关论”或“人地关系选择论”，是由法国近代地理学家维达尔·白兰士及其学生白吕纳在对地理环境决定论（determinism）进行批判时创立的一种思潮，产生于二十世纪初。或然论认为人地关系是相互的，人类并不是完全被动地被地理环境支配，亦能够主动选择、适应和改造地理环境。地理环境为人类提供了诸多可能性，对于它们的利用取决于人类的选择能力，而这种选择则受到生活方式的制约。它提出“心理因素”作为人地关系之间的中介，是地理事实的来源，不同人在同一个地理环境中感知的环境提供的可能性是不同的。其对于文化背景的强调，以及将自然地理环境作为一种静态因素的观点，使之受到了诸多批判，本质上并未脱离将人地关系作为因果链的思想迴圈。
在地理或然论和决定论的争议是当代地理学的三大认识论争议之一。其他两个争议为新实证主义者与新康德学派关于“例外论”（exceptionalism）和地理是否可以作为一个科学的特种；以及哈尔福德·麦金德与彼得·阿列克谢耶维奇·克鲁泡特金关于“什么是地理、什么应该是地理”的争议。